# Chris Whitten
Chris Whitten (ur. 26 marca 1959 w Blackpool, Lancashire) – brytyjski perkusista sesyjny, który współpracował z takimi artystami jak: Dire Straits, Paul McCartney, Edie Brickell & New Bohemians, Julian Cope, The Waterboys. Jego grę można zobaczyć m.in. na koncertowym albumie „On the Night” z ostatniej światowej trasy koncertowej Dire Straits w latach 1991–1992, która promowała ich ostatni album studyjny „On Every Street”, na którym można również posłuchać Whittena.